# Карпинская, Светлана Алексеевна
Светла́на Алексе́евна Карпи́нская (16 сентября 1937, Ленинград — 18 февраля 2017, Санкт-Петербург) — советская и российская актриса театра и кино, народная артистка Российской Федерации (2009).

## Биография
Родилась в семье учителей, её родители преподавали историю. В годы Великой Отечественной войны отец воевал на Ленинградском фронте и был ранен. Мать была директором школы в эвакуации.
Училась на филологическом факультете ЛГУ имени А. А. Жданова (кафедра русского языка и литературы).
В 1957 году, не имея актёрского образования, снялась в главной роли в фильме Э. А. Рязанова «Девушка без адреса». После этого была принята сразу на второй курс ЛГИТМиК в класс профессора Б. В. Зона.
С 1963 года служила в Ленинградском театре комедии (ныне — Санкт-Петербургский театр комедии имени Н. П. Акимова).
Скончалась 18 февраля 2017 года после тяжёлой болезни. Похоронена 22 февраля на Смоленском православном кладбище Санкт-Петербурга, Киевская дорожка.

### Семья
Первый муж — Дмитрий Иванович Зинченко, актёр, противился тому, чтобы Светлана снималась в кино, вследствие чего через несколько лет они расстались.
От Геннадия Воропаева (1931—2001), театрального актёра, родила дочь — Екатерину.

## Избранные театральные роли
- Аэрин Моллой — «Сваха» Т. Уайлдера
- Круглова — «Не всё коту масленица» А. Островского
- Леди Брекнелл — «Как важно быть серьёзным» О. Уайльда
- Мария — «12 ночь» У. Шекспира
- Принцесса — «Тень» И. Шварца
- Рита — «Цилиндр» Э. Де Филиппо
- Роза Александровна — «Ретро» А. Галина
- Сонечка — «Синее небо, а в нём облака» В. Арро
- Юлия — «Мой милый, старый дом»

## Фильмография
| Год  |    | Название                                     | Роль                                                      |
| ---- | -- | -------------------------------------------- | --------------------------------------------------------- |
| 1957 | ф  | Девушка без адреса                           | Катя Иванова                                              |
| 1957 | ф  | Поддубенские частушки                        | Наташа                                                    |
| 1961 | ф  | Командировка                                 | Клава                                                     |
| 1962 | ф  | Когда разводят мосты                         | прохожая (ищет артиллерийский музей)                      |
| 1965 | тф | Жизнь Галилея (фильм-спектакль)              | Госпожа Сарти                                             |
| 1967 | тф | Чудаки (фильм-спектакль)                     | Зина                                                      |
| 1969 | тф | Мёртвые души (фильм-спектакль)               | Дама, приятная во всех отношениях                         |
| 1970 | тф | Барышня-крестьянка (фильм-спектакль)         | Настя                                                     |
| 1970 | ф  | До востребования (фильм-спектакль)           | Варвара Федоровна Моторина, работница почты               |
| 1971 | ф  | Месяц август                                 | Эпизод                                                    |
| 1972 | тф | Метель (фильм-спектакль)                     | жена Шмита                                                |
| 1973 | ф  | Здесь наш дом                                | Гостья на юбилее                                          |
| 1973 | ф  | Игра                                         | мама Вовы Грачёва                                         |
| 1974 | ф  | Царевич Проша                                | базарная торговка                                         |
| 1975 | ф  | На всю оставшуюся жизнь                      | Фаина, операционная медсестра                             |
| 1975 | ф  | Шаг навстречу                                | медсестра                                                 |
| 1976 | ф  | Длинное, длинное дело                        | Маргарита Карловна Орлова, учительница французского языка |
| 1976 | ф  | Сладкая женщина                              | Лида (Лидия Николаевна) Дядькина                          |
| 1978 | тф | Захудалое королевство (фильм-спектакль)      | вдова Бартачкова, мать Гонзы                              |
| 1978 | ф  | У меня всё нормально                         | Галя, жена майора Федотова                                |
| 1980 | ф  | Таинственный старик                          | покупательница                                            |
| 1981 | ф  | Пропавшие среди живых                        | Вера Петровна, жена Сироткина                             |
| 1982 | ф  | Ослиная шкура                                | приятельница атаманши                                     |
| 1983 | ф  | Этот милый старый дом                        | Юлия                                                      |
| 1984 | ф  | И вот пришел Бумбо…                          | гувернантка Сашеньки                                      |
| 1985 | ф  | Грядущему веку                               | Елизавета, продавщица спиртных напитков (3 серия)         |
| 1985 | тф | Расследует бригада Бычкова (фильм-спектакль) | Филимонова                                                |
| 1987 | ф  | Среда обитания                               | коллега Рожкина                                           |
| 1992 | ф  | Третий дубль                                 | Вера Степановна Хомякова, соседка Вобликова               |

## Награды и звания
- заслуженная артистка РСФСР (14 апреля 1986);
- народная артистка РФ (6 февраля 2009) — за большие заслуги в области искусства[2];
- медаль ордена «За заслуги перед Отечеством» II степени (29 октября 2004 года) — за большой вклад в развитие отечественного театрального искусства и многолетнюю плодотворную деятельность[7].